# چاهاگلنایا
چاهاگلنایا (به لاتین: Chhagalnaiya) یک منطقهٔ مسکونی در بنگلادش است که در استان چیتاگونگ واقع شده‌است.
 چاهاگلنایا ۲۵٫۳ کیلومتر مربع مساحت و ۴۸,۲۴۳ نفر جمعیت دارد.